# 춘천시·춘성군·철원군·화천군
춘천시·춘성군·철원군·화천군은 대한민국의 옛 국회의원 선거구이다. 당시 강원도 춘천시, 춘성군, 철원군, 화천군 지역을 관할했다.

## 역사
제11대 국회의원 선거를 앞두고 춘천시·춘성군·철원군·화천군·양구군 선거구에서 분리되면서 신설되었다.
제13대 국회의원 선거를 앞두고 소선거구제가 도입됨에 따라 춘천시는 춘천시 단독 선거구를 이루고, 화천군과 철원군은 화천군·철원군 선거구를 이루었으며 춘성군은 양구군, 인제군과 함께 춘성군·양구군·인제군 선거구를 이루게 됨에 따라 폐지되었다.

## 역대 국회의원
| 선거   | 정당 | 정당       | 1위 의원 | 정당 | 정당       | 2위 의원 |
| ------ | ---- | ---------- | -------- | ---- | ---------- | -------- |
| 1981년 |      | 민주정의당 | 홍종욱   |      | 한국국민당 | 신철균   |
| 1985년 |      | 민주정의당 | 이민섭   |      | 한국국민당 | 신철균   |

## 역대 선거 결과

### 대한민국 제11대 국회의원 선거
|  | 42.37% |

|  | 26.84% |

|  | 22.56% |

|  | 5.43% |

|  | 2.77% |

### 대한민국 제12대 국회의원 선거
|  | 40.40% |

|  | 26.46% |

|  | 22.54% |

|  | 5.76% |

|  | 4.82% |